# Tetronarce
Tetronarce ist eine Gattung aus der Familie der Zitterrochen (Torpedinidae).

## Merkmale
Tetronarce-Arten unterscheiden sich von den Torpedo-Arten, der zweiten Gattung der Zitterrochen, durch ihre einförmige, in den meisten Fällen dunkle Färbung ohne irgendwelche Muster. In den meisten Fällen sind sie schwärzlich, grau, bräunlich oder dunkel purpurn gefärbt. Einige Arten zeigen unauffällige dunkle Flecken. Die Bauchseite ist weißlich, oft mit einem dunklen Rand entlang der Brust- und Bauchflossen. Die Körperscheibe ist annähernd rund, weich und schlaff. Ober- und Unterseite sind schuppenlos ohne Dentikeln oder Dornen. Vorn ist die Körperscheibe stumpf, ein Rostralknorpel fehlt oder ist reduziert. Der Schwanz ist kurz, gedrungen und deutlich von der Körperscheibe abgesetzt. Eine schmale Hautfalte verläuft an beiden Unterkanten des Schwanzes. Die Augen sind voll entwickelt aber klein. Die Spritzlöcher sind klein, schräg und haben im Unterschied zu denen der Torpedo-Arten glatte Ränder ohne Papillen. Die Nasenöffnungen sind relativ groß, stehen schräg und liegen näher zum Maul als zum vorderen Rand der Körperscheibe. Das Maul ist breit und bogenförmig. Der Oberkiefer ist mit 18 bis 66 Zähnen besetzt, im Unterkiefer zählte man 19 bis 61. Die Zähne sind klein, gleichförmig und haben flache Basen und auffällige Spitzen, sind also nicht flach und plattenartig, wie es bei vielen anderen Rochen der Fall ist. Die Kiemenschlitze sind klein, der erste und der fünfte sind etwas kleiner als der dritte und vierte. Die elektrischen Organe sind bohnenförmig, ihre Länge beträgt etwa die Hälfte der Länge der Körperscheibe. Sie sind durch die Haut sichtbar. Die Bauchflossen sind abgerundet und nicht in einen vorderen und hinteren Lobus geteilt. Die beiden nah zusammen liegenden, rundlichen bis dreieckigen Rückenflossen sind relativ groß, die erste ist deutlich größer als die zweite. Die Schwanzflosse ist groß, viel größer als die Rückenflosse, etwa so groß wie die Bauchflossen oder etwas größer. Sie ist annähernd dreieckig oder paddelförmig und besteht nur aus einem oberen Lobus, der untere fehlt. Tetronarce-Arten haben 95 bis 97 Wirbel. Der Spiraldarm hat 9 bis 14 Umgänge. Die größte Art, der Atlantische Zitterrochen, erreicht eine Maximallänge von 1,80 cm.

## Verbreitung
Die meisten Tetronarce-Arten leben auf dem Kontinentalschelf, vier Arten sind Tiefseefische und kommen an Kontinentalhängen oder den entsprechenden Habitaten vor Inseln vor.

## Systematik
Die Gattung Tetronarce wurde 1862 durch den US-amerikanischen Ichthyologen Theodore Nicholas Gill eingeführt, galt aber die meiste Zeit als Untergattung von Torpedo. Im Jahr 2013 erhob der brasilianische Ichthyologe Marcelo de Carvalho Tetronarce in den Gattungsrang.

## Arten
Gegenwärtig zählt die Gattung Tetronarce zwölf Arten. Die Beschreibung einiger Arten ist aber nur sehr spärlich.

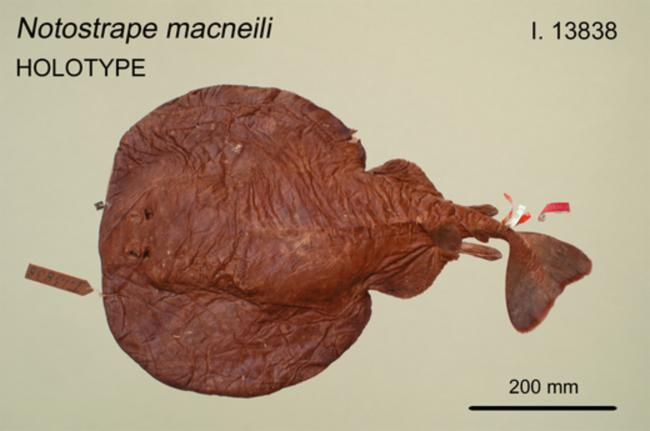
Tetronarce macneilli

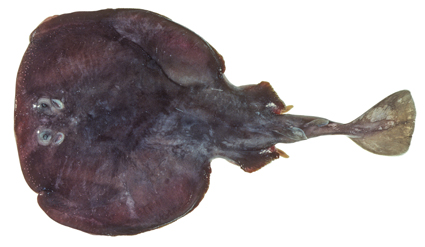
Tetronarce tokionis

- Kalifornischer Zitterrochen  (Tetronarce californica (Ayres, 1855))
- Tetronarce cowleyi Ebert et al., 2015
- Tetronarce fairchildi (Hutton, 1872)
- Tetronarce formosa (Haas & Ebert, 2006)
- Tetronarce macneilli (Whitley, 1932)
- Tetronarce microdiscus (Parin & Kotlyar, 1985)
- Atlantischer Zitterrochen (Tetronarce nobiliana (Bonaparte, 1835))
- Tetronarce peruana (Chirichigno F., 1963)
- Tetronarce puelcha (Lahille, 1926)
- Tetronarce semipelagica (Parin & Kotlyar, 1985)
- Tetronarce tokionis (Tanaka, 1908)
- Tetronarce tremens (de Buen, 1959)